# بوست بوب
البوست بوب (بالإنجليزية: Post-bop)‏ هو نوع من جاز الفرق الصغيرة تطور في أوائل إلى وسط عقد 1960.

## تعريف
البوست بوب هو جاز من وسط عقد 1960 وما بعده يشبه الهارد بوب، الجاز الوضعي، الجاز الطليعي والجاز الحر دون أن ينتمي إلى أي من هذه الأنواع بشكل كامل. يمكن أن يشير البوست-بوب إلى موسيقى جاز تعتبر بوست-بوب في الترتيب الزمني لكن في الفهم الشائع تعرف بهذه المميزات: المقاربة الأكثر انفتاحا لمجموعة الجاز التي بلورتها الفرقة الخماسية الثانية لمايلز ديفيس والشدة الوضعية للفرقة بالإضافة إلى رباعي جون كولترين الكلاسيكي.

## تاريخ
كانت فرقة مايلز ديفيس الخماسية الثانية نشيطة خلال السنوات بين 1964 و 1968 وتضمنت عازف البيانو هيربي هانكوك، عازف غيتار البيس رون كارتر، عازف الساكسفون واين شورتير وقارع الطبول توني وليامز. وفقا لمايكل بيلي من كل شيء عن الجاز سجلوا ستة ألبومات استوديو مثلت بداية للبوست-بوب وهي:
- (1965) E.S.P.
- (1967) Miles Smiles
- (1967) Sorcerer
- (1968) Nefertiti
- (1968) Miles in the Sky
- (1968) Filles de Kilimanjaro

## وصلات خارجية
- مقال إندي جاز على البوست-بوب
- Rhapsody.com
- http://www.jazzmusicarchives.com/subgenre/post-bop
- http://www.allmusic.com/subgenre/post-bop-ma0000005010
- http://www.allaboutjazz.com/post-bop-records-of-the-modern-era-by-aaj-staff.php